# Culme

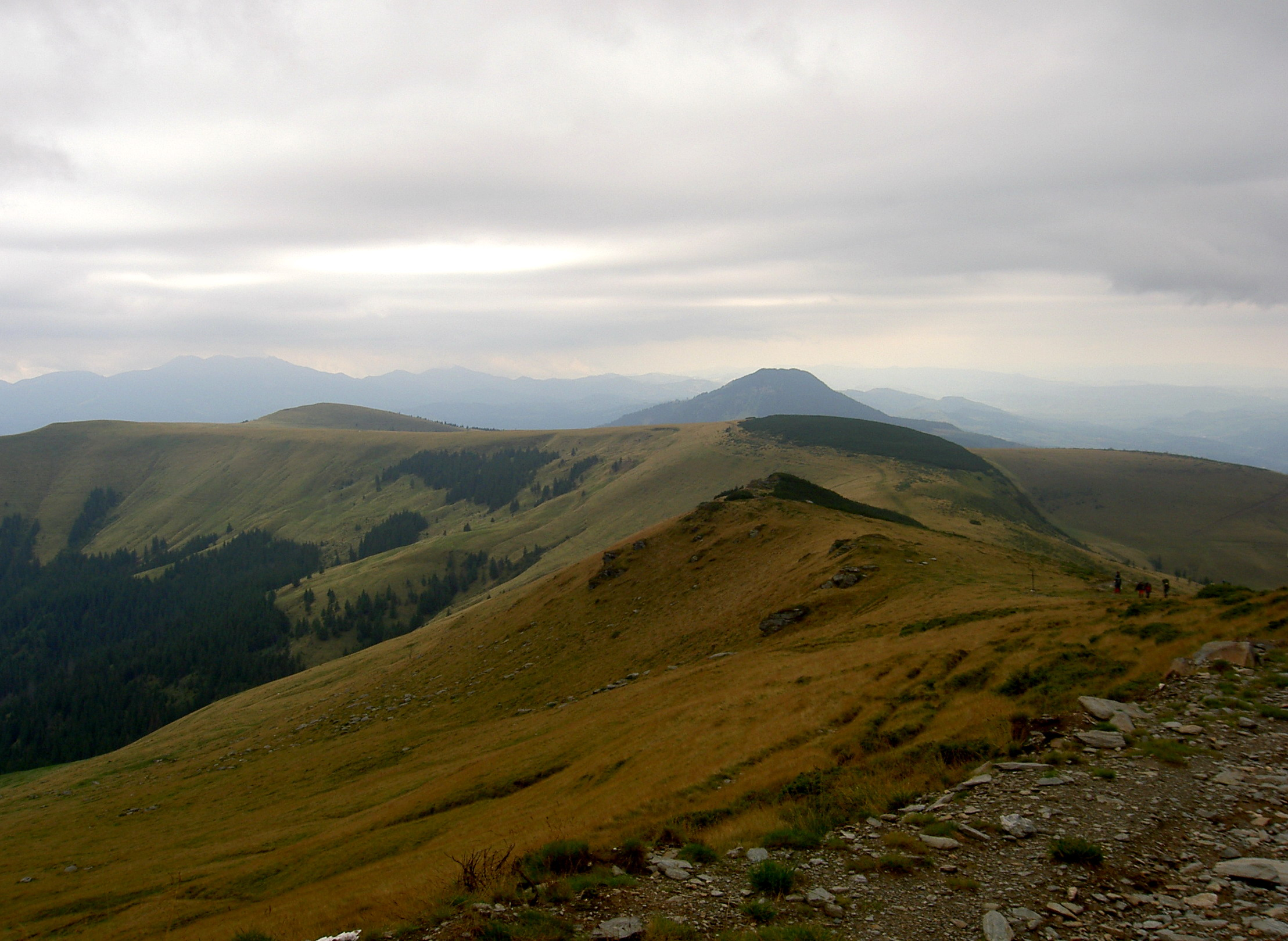
Culme în Munții Rodnei

Culmea este un interfluviu rotunjit și prelungit ce are lungimi mari, întâlnit în munți și dealuri. La partea superioară denivelările formează vârfuri și șei.

## Vezi și
- Culmea

## Legături externe
- „culme” la DEX online